# トロフェオ・サンティアゴ・ベルナベウ
トロフェオ・サンティアゴ・ベルナベウ (Trofeo Santiago Bernabéu) は、毎年8月末または9月初めごろにレアル・マドリードによって主催される親善トーナメントである。トーナメントは長年レアル・マドリードの会長を務めたサンティアゴ・ベルナベウに捧げられる。
1979年から1984年までと1986年は4チームが参加し、準決勝、3位決定戦、決勝戦が行われた。1985年と1987年以降はレアル・マドリードと招待されたチームの間で1試合だけが行われる。2002年のトーナメントは、1902年3月6日にレアル・マドリードが設立された百年祭の特別な年だったため、再び4チームから成った。

## 歴代大会結果
同点となった場合はPK戦によって勝者が決められる。
| 年     | 優勝                   | スコア | 準優勝                   |
| 1979年 | バイエルン・ミュンヘン | 2-0    | アヤックス               |
| 1980年 | バイエルン・ミュンヘン | 1-1    | レアル・マドリード       |
| 1981年 | レアル・マドリード     | 0-0    | AZ '67                   |
| 1982年 | ハンブルガーSV         | 3-1    | スタンダール・リエージュ |
| 1983年 | レアル・マドリード     | 3-2    | ハンブルガーSV           |
| 1984年 | レアル・マドリード     | 4-1    | 1.FCケルン               |
| 1985年 | レアル・マドリード     | 4-2    | バイエルン・ミュンヘン   |
| 1986年 | ディナモ・キーウ       | 3-2    | レアル・マドリード       |
| 1987年 | レアル・マドリード     | 6-1    | エヴァートン             |
| 1988年 | ミラン                 | 3-0    | レアル・マドリード       |
| 1989年 | レアル・マドリード     | 2-0    | リヴァプール             |
| 1990年 | ミラン                 | 3-1    | レアル・マドリード       |
| 1991年 | レアル・マドリード     | 6-1    | コロコロ                 |
| 1992年 | アヤックス             | 3-1    | レアル・マドリード       |
| 1993年 | インテル               | 2-2    | レアル・マドリード       |
| 1994年 | レアル・マドリード     | 3-2    | パルメイラス             |
| 1995年 | レアル・マドリード     | 1-0    | アヤックス               |
| 1996年 | レアル・マドリード     | 4-0    | ベンフィカ               |
| 1997年 | レアル・マドリード     | 1-0    | ポルトゥゲーザ           |
| 1998年 | レアル・マドリード     | 4-0    | ペニャロール             |
| 1999年 | レアル・マドリード     | 4-2    | ミラン                   |
| 2000年 | レアル・マドリード     | 2-0    | サントス                 |
| 2001年 | インテル               | 2-1    | レアル・マドリード       |
| 2002年 | バイエルン・ミュンヘン | 2-1    | レアル・マドリード       |
| 2003年 | レアル・マドリード     | 3-1    | リーベル・プレート       |
| 2004年 | UNAMプーマス           | 1-0    | レアル・マドリード       |
| 2005年 | レアル・マドリード     | 5-0    | MLS選抜                  |
| 2006年 | レアル・マドリード     | 2-1    | アンデルレヒト           |
| 2007年 | レアル・マドリード     | 2-0    | パルチザン               |
| 2008年 | レアル・マドリード     | 5-3    | スポルティングCP         |
| 2009年 | レアル・マドリード     | 4-0    | ローゼンボリ             |
| 2010年 | レアル・マドリード     | 2-0    | ペニャロール             |
| 2011年 | レアル・マドリード     | 2-1    | ガラタサライ             |
| 2012年 | レアル・マドリード     | 8-0    | ミジョナリオス           |
| 2013年 | レアル・マドリード     | 5-0    | アル・サッド             |
| 2014年 | 非開催                 | 非開催 | 非開催                   |
| 2015年 | レアル・マドリード     | 2-1    | ガラタサライ             |
| 2016年 | レアル・マドリード     | 5-3    | スタッド・ランス         |
| 2017年 | レアル・マドリード     | 2-1    | フィオレンティーナ       |
| 2018年 | レアル・マドリード     | 3-1    | ミラン                   |